# City of Wolverhampton
City of Wolverhampton är ett storstadsdistrikt (kommun) i grevskapet West Midlands i England,  Storbritannien. Distriktet har 267 651 invånare (2022).
Distriktet består av staden Wolverhampton samt orterna Bilston och Wednesfield.  Distriktet har inga civil parishes.